# Thomson-gazella
A Thomson-gazella (Eudorcas thomsonii, korábban Gazella thomsonii) az emlősök (Mammalia) osztályának párosujjú patások (Artiodactyla) rendjébe, ezen belül a tülkösszarvúak (Bovidae) családjába és az antilopformák (Antilopinae) alcsaládjába tartozó faj.
Nevét a skót Afrika-kutató, Joseph Thomson (1858–1895) után kapta.

## Előfordulása
A Thomson-gazella Kenya és Tanzánia szárazabb vidékein nagy számban él a Laikipia-fennsíktól a Maszáj-földig.

## Alfajai
A Thomson-gazella alfajokat igen nehéz megkülönböztetni egymástól, mivel az elterjedési terület minden részén élő állatok annyira hasonlóak egymáshoz. Korábban a Thomson-gazella alfajnak tartott Mogolla-gazellát, melynek a Gazella thomsonii albonotata tudományos nevet adták manapság faj rangra emelték és az Eudorcas albonotata nevet kapta.
A ma elfogadott alfajok:
- Eudorcas thomsonii nasalis (Lönnberg, 1908)
- Eudorcas thomsonii thomsonii (Günther, 1884)

## Megjelenése
Az állat hossza fej-testhossza 80-120 centiméter, farokhossza 20–27 centiméter, marmagassága 55–82 centiméter. A bika szarvhossza 25–43 centiméter, míg a tehéné 7–15 centiméter. Testtömege 15-35 kilogramm. Szőrzete sima és rövid szálú, a felső részen világosbarna. Pofáján fehér és fekete csík húzódik. Fekete csík húzódik az oldalán is; az alsó része és a has fehér. A bunda többi része vörhenyesbarna. A bikának enyhén S-alakban hajlott, vastag, gyűrűs szarvai vannak. A tehén szarvai vékonyak, finomak és nem hajlottak.
|  |  |

## Életmódja

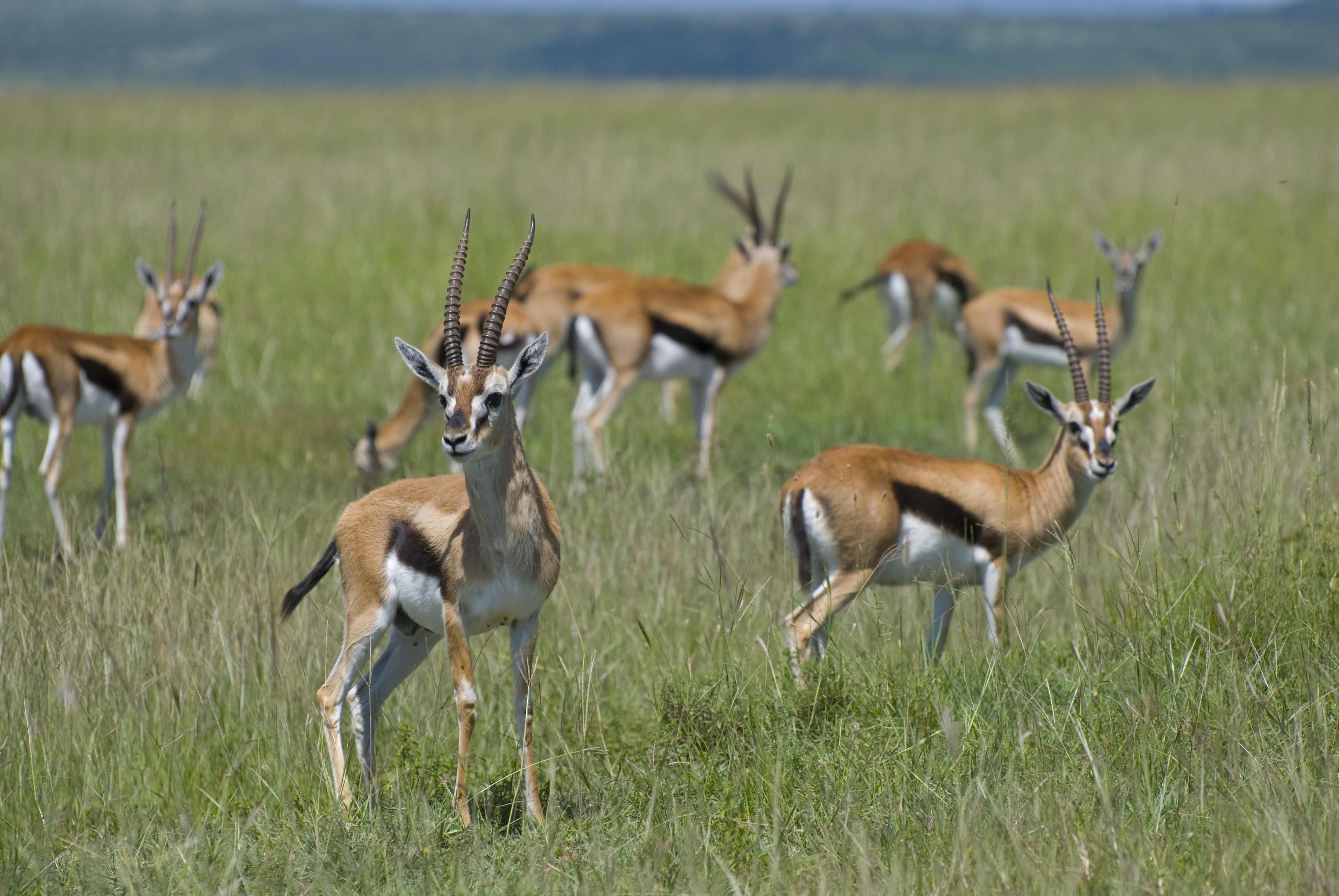
Thomson-gazellák a Maszáj Mara Nemzeti Parkban

Az állat társas lény, éber és évszakonként vándorol. A nyílt szavannák lakója, olykor bozótos jellegű területeken is előfordul. A nőstények többnyire állandó összetételű csoportokban élnek. Egy-egy csoport létszáma változó, javarészt az elérhető táplálék mennyisége szabja meg. Többnyire kisebb, legfeljebb 60 egyedből álló csoportokban él, de a Serengeti síkság táplálékban bő élőhelyein óriási, akár ezres nagyságrendű csapatai is előfordulhatnak. A bikák territoriálisak, elfoglalnak egy adott területet és onnan elűzik az összes többi bikát. A területükön áthaladó valamennyi nőstényt igyekeznek megtermékenyíteni.
A Thomson-gazellák gyakran Grant-gazellák vagy impalák társaságában élnek. A Serengeti ökoszisztémájában nagyon fontos szerepet játszanak. A csíkos gnú után a második leggyakoribb patás faj ott. A ragadozók fontos táplálékai, elsősorban a gepárd kedveli a Thomson-gazellákat. Menekülés közben a kifejlett állatok akár a 60 km/h-s sebességet is elérhetik.
Tápláléka elsősorban fűfélékből áll. A Thomson-gazella a vadonban 10-15 évig élhet.

## Szaporodása
A tehén 9, a bika 17 hónapos korában éri el az ivarérettséget. A párzási időszak rendszerint egész éven át tart. A vemhesség 5 hónapig tart, ennek végén általában egy utód jön a világra. Az első héten a borjú a fűben lapulva tölti az idejét. A borjakra sok veszély leselkedik, elsősorban a panyókás sakálok kedvelt zsákmányai, de a nagyobb ragadozó madarak és a sziklapitonok (Python sebae) is előszeretettel vadásznak rájuk.